# Calpazia vermicularis
Calpazia vermicularis là một loài bọ cánh cứng trong họ Cerambycidae.